# Microsoft Surface
Microsoft Surface je označení série dotykových zařízení s operačním systémem Windows od firmy Microsoft.
Tablety, laptop a 2v1 řady Surface mají speciální magnetický konektor SurfaceConnect, který slouží pro nabíjení zařízení, a připojení k Surface Dock.

## Tablety
Tablety řady Surface se vyznačují vyklápěcím stojánkem zvaným "kickstand" a také známým nízkým počtem I/O portů (kvůli nedostupnosti místa na základní desce a také přenosnosti). Také k nim neodmyslitelně patří dotykové pero Surface Pen, klávesnice Type Cover, Touch Cover, Type Cover 2 a Touch Cover 2, které se k zařízení připojí pomocí magnetického konektoru a pokud klávesnici nepoužíváte, můžete ji použít jako ochranný kryt na displej.
Tablety Surface RT a Surface 2 s procesory ARM byly mířeny spíše proti tabletům iPad, zatímco tablety řady Surface Pro byly propagovány jako "tablet, jenž může nahradit váš notebook" (orig. "Tablet, that can replace your laptop".

### Surface RT
Surface RT byl vydán 26. října 2012. Jednalo se o vůbec první osobní počítač, jenž byl vyroben Microsoftem. Na Surface RT běžel operační systém Windows RT, tedy verzi Windows 8 přizpůsobenou pro ARM procesory. Tento operační systém spouštěl pouze aplikace z Windows Store, tedy na něm nebylo možné spustit běžné exe programy. Spolu se Surface RT jste obdrželi i speciální vydání Microsoft Office 2013. Bylo možné k němu dokoupit Touch Cover, nebo Type Cover (magneticky přichytitelné klávesnice). Kickstand bylo možno naklonit o 22°.

### Surface Pro
Surface Pro byl vydán 9. února 2013. Na Surface Pro běžela 64bitová verze operačního systému Windows 8 Pro, kterou bylo možno zdarma upgradovat na Windows 8.1 Pro, popř. také na Windows 10. K tomuto modelu bylo možno dokoupit Type Cover nebo Touch Cover, stejně jako k Surface RT. K Surface Pro bylo také dotykové pero s digitalizérem.

### Surface 2
Surface 2 byl vydán 22. října 2013. Spolu se Surface 2 jste obdrželi 200 GB úložiště navíc na OneDrive na 2 roky, na 1 rok hovory zdarma ze Skype na pevné linky a přístup k Skype WiFi hotspotům.
Surface 2 měl, stejně jako Surface RT, operační systém Windows RT. Kickstand bylo možné naklonit o 55°. Podobně jako Surface RT, byl rozšířitelný o Touch Cover 2 a Type Cover 2.

### Surface Pro 2
Surface Pro 2 byl vydán 22. října 2013. Na Surface Pro 2 byl operační systém Windows 8.1 Pro, ale od 29. července 2013 bylo možno jej upgradovat na Windows 10. K Surface Pro 2 bylo, stejně jako k Surface Pro, dotykové pero s digitalizérem.

### Surface Pro 3
Surface Pro 3 byl vydán 20. června 2014. Surface Pro 3 má tělo vyrobeno z magnézia, které mu dodává šedý matný povrch. Kickstand na SP3 je možno nastavit mezi 22° a 150°. Také se jedná o jedno z prvních zařízení s Windows 64bit, které disponuje funkcí InstantGo. Type Cover pro Surface Pro 3 má hned několik vylepšení. Jedno z nich je větší touchpad, a magnetický pásek, který se přichytí na spodní okraj displeje, čímž získáte lepší polohu pro psaní. Od této verze, mají všechny následující tablety Surface poměr stran 3:2, jenž usnadňuje a zpříjemňuje využití displeje v režimu na výšku.

### Surface 3
Surface 3 byl vydán 5. května 2015. Na rozdíl od Surface RT a Surface 2 má Surface 3 x86 Intel Atom procesor, jedná se tedy o první Surface, který není z řady Pro, a zároveň je na něm plná verze Windows na které můžete spustit běžné programy a první Surface, který není z řady Pro, a zároveň je k němu možno dokoupit dotykové pero s digitalizérem. Je na něm již od výroby nový operační systém Windows 10. Spolu se Surface 3 také vychází nový Type Cover za 129 USD (nutno dokoupit zvlášť).

### Surface Pro 4
Surface Pro 4 byl vydán 26. října 2015. Surface Pro 4 obsahuje šestou generaci procesorů Intel Core Skylake. Modely s procesorem m3 mají pasivní chlazení. Surface Pro 4 se dodává s 64bitovou verzí Windows 10 Pro a 30denním trialem Microsoft Office. Se Surface Pro 4 se dodává nová vylepšená verze Surface Pen. Surface Pro 4 disponuje kamerou, která je kompatibilní s funkcí Windows Hello, která usnadňuje a velmi zrychluje přihlášení k zařízení díky rozpoznání obličeje pomocí běžné a infračervené kamery. SP4 je zpětně kompatibilní s veškerým příslušenstvím jeho předchůdců. SP4 je nechvalně známý problémem blikání displeje známým Flickergate. K SP4 je také možno dokoupit Type Cover z nové kolekce Type Cover Alcantara.

### Surface Pro (2017)
Pátý model řady Pro který je Microsoftem označován jako Surface Pro (zavádějící název, vzhledem k názvu prvního modelu řady Pro) byl vydán 15. června 2017. SP17 disponuje sedmou generací procesorů Intel Kaby Lake. Příslušenství je stejné jako u SP4, až na Surface Dial. Stejně jako SP4 podporuje Windows Hello.

### Surface Go
Údajně nejmenší a nejlevnější Surface.[zdroj?] Prodával se ve dvou variantách. Jedna levnější, se 4 GB RAM a 64 GB eMMC. A druhá dražší, s 8 GB RAM a 128 GB SSD.

### Surface Go 2
Druhá generace nejmenšího tabletu z rodiny Surface. Při stejných rozměrech jako jeho předchůdce disponuje díky užším rámečkům větším IPS displejem a také vyšším rozlišením. Disponuje také portem USB-C 3.1. Volitelně je k dispozici verze s integrovaným 4G (LTE) modemem.

## Laptop
Surface Laptop je kompatibilní se Surface Pen.

### Surface Laptop
Surface Laptop byl vydán 15. června 2017. Surface Laptop je dodáván s operačním systémem Windows 10 S, který je omezený podobně jako Windows RT, tedy je povoleno instalovat pouze aplikace z Windows Store. Zařízení však můžete bezplatně upgradovat na operační systém Windows 10 Pro, čímž se zbavíte těchto omezení. Na rozdíl od ostatních produktů, je Surface Laptop zaměřen na studenty. Microsoft tvrdí, že s operačním systémem Windows 10 S můžete dosáhnout až 14,5 hodin práce na jedno nabití.

## Book
Obě verze Surface Book jsou kompatibilní se Surface Pen.

### Surface Book
Dalo by se říci, že Surface Book je něco mezi Surface Pro a Surface Laptop. Alespoň tedy využitím. Jedná se totiž o laptop s odnímatelnou klávesnicí. Surface Book se vyznačuje především zajímavě vypadajícím pantem mezi klávesnicí a obrazovkou. Byl vydán 26. října 2015. V Surface Book je procesor šesté generace Intel Core Skylake. Stejně jako Surface Pro 4 má kameru kompatibilní s Windows Hello. Velkou specialitou je to, že Surface Book může mít v klávesnici ukrytou grafickou kartu (Nvidia GeForce GTX965M) - tzv. Performance Base. Performance Base dovoluje přepínání mezi integrovanou a dedikovanou grafickou kartou bez restartu (přepínání mezi režimem tabletu a notebooku). Performance Base se dodává k modelům SB s vyššími parametry, ale zajímavostí je, že pokud máte SB s nižšími parametry, ke kterému je klávesnice bez GPU a připojíte k němu Performance Base (klávesnici s GPU), tak bude normálně fungovat s připojenou GPU.

### Surface Book 2
Surface Book 2 byl vydán 16. listopadu 2017. Na rozdíl od SB podporuje Surface Dial. Je velmi podobný SB.

## All in one

### Surface Studio
Surface Studio bylo vydáno 15. prosince 2016. Jedná se o PixelSense obrazovku připevněnou k malé základně, která je součástí držáku a obsahuje šestou generaci procesorů Intel Core Skylake a buďto Nvidia GeForce GTX 965M, nebo GeForce GTX980M. Surface Studio je určeno především pro umělce, jelikož se dá dotyková obrazovka kompatibilní se Surface Pen a Surface Dial velmi přizpůsobit.

## Tabule

### Surface Hub
Surface Hub je druh interaktivní tabule určené pro týmovou práci a porady. Dostupná je ve velikostech úhlopříčky 140 cm nebo 210 cm. Surface Hub obsahuje čtvrtou generaci procesorů Intel Core Haswell. K dispozici jsou dvě výše zmíněné verze které se liší kromě rozměrů, také grafickou kartou. V menším Surface Hubu je Intel HD Graphics 4600 a ve větším je Nvidia Quadro K2200. Obě obrazovky mají obnovovací frekvenci 120 Hz. SH je samozřejmě kompatibilní se Surface Pen. Surface Hub disponuje verzí Windows 10 Team (upravenou verzí Windows 10 Enterprise).

## Příslušenství
- Touch Cover
- Touch Cover 2
- Type Cover
- Type Cover 2
- Surface Pro 3 Type Cover
- Surface Pen
- Surface Pro 3 Docking Station
- Surface Dock
- Surface Dial